# Stephen Malkmus
Stephen Joseph Malkmus, né le 30 mai 1966 à Santa Monica en Californie, est un musicien américain, notamment membre du groupe de rock indépendant américain Pavement.

## Biographie

### Pavement
Après des études d'histoire à l'Université de Virginie, Stephen Malkmus s'établit à Stockton, en Californie, où il fonde en 1989 le groupe Pavement avec Scott Kannberg. En dix ans, le groupe crée un style, le slacker rock, et un son, le lo-fi, à travers des albums comme Slanted And Enchanted ou Crooked Rain, Crooked Rain. Pavement devient ainsi un groupe majeur de la scène indie rock des années 1990. 
L'aventure prend fin de manière effective en 1999, bien que la dissolution du groupe n'ait jamais été officiellement annoncée comme telle. Stephen Malkmus poursuit alors une carrière solo émaillée de projets parallèles.

### Silver Jews
Stephen Malkmus a très régulièrement collaboré avec le groupe Silver Jews du poète et parolier, David Berman.

### Carrière solo
Stephen Malkmus sort en 2001 un premier album éponyme sur lequel joue son nouveau groupe, The Jicks. À l'origine, l'album aurait dû être signé du nom des Jicks et s'appeler Swedish Reggae, mais la maison de disques a souhaité mettre en avant Stephen Malkmus, dans le nom comme sur la pochette. À partir de 2003 et de l'album Pig Lib, le nom du groupe est mis en avant. En 2005 paraît son troisième album solo, Face The Truth, sur lequel il joue de la plupart des instruments, les Jicks n'intervenant que de façon ponctuelle pendant l'enregistrement.
En 2007, Ballad of a Thin Man, reprise de Bob Dylan par Stephen Malkmus and The Million Dollar Bashers, est incluse dans la B.O. d'I'm Not There de Todd Haynes
En 2008, il sort un quatrième album, Real Emotional Trash, toujours avec les Jicks. Cet album pêchu et très rock est très bien accueilli par la critique. Malkmus et les Jicks tournent en Europe et aux États-Unis pour sa promotion.
En septembre 2011, après la tournée de reformation de Pavement en 2010, il sort un nouvel album avec les Jicks, Mirror Trafic, produit par Beck. Le clip du morceau Senator, issu de ce nouvel album, a été réalisé par Scott M. Jacobson, on y voit Jack Black interpréter un sénateur républicain.
En janvier 2014, Stephen Malkmus revient avec son sixième album Wig Out at Jagbags enregistré avec les Jicks. Parallèlement à la sortie de ce disque, il assure une nouvelle tournée en Europe.
À partir de 2018, il entame une trilogie d'albums. Le premier, Sparkle Hard, réalisé avec les Jicks, sort en 2018. Les deux suivants sont enregistrés en solo : Groove Denied, en 2019, laisse libre cours à ses penchants électro pour la première fois de sa carrière ; puis, en 2020, Traditional Techniques, où il revient à la folk et au rock psychédélique. Ces trois disques bénéficient d'un accueil positif de la critique spécialisée avec toutefois plus de retenue pour l'électronique Groove Denied.
En 2020, Stephen Malkmus fait une petite apparition dans le film de Kelly Reichardt, First Cow, où nous pouvons le voir jouer du violon.

### Vie privée
Stephen Malkmus vit à Portland, dans l'Oregon, avec sa femme, l'artiste Jessica Jackson Hutchins. Ils ont deux filles : Lottie, née en 2004, et Sunday, née en 2007.
Stephen Malkmus est un fan de sports. Il est supporter du Hull City FC. Il joue au golf et au tennis. Il commente parfois l'actualité sportive sur son compte Twitter.

## Influence
La chanteuse britannique Beabadoobee fait référence au chanteur dans son titre I wish I was Stephen Malkmus (« J'aurais voulu être Stephen Malkmus »), tiré de l'album Space Cadet (2019).